# Ужовка (приток Алатыря)

Ужо́вка — река в России, протекает в Починковском районе Нижегородской области. Устье реки находится в 184 км по левому берегу реки Алатырь. Длина реки составляет 13 км.
Исток реки у села Ужово (Ужовский сельсовет) в 10 км к северу от посёлка Ужовка. Река течёт на юго-запад, протекает село Ужово, ниже течёт по лесному массиву. Впадает в Алатырь у деревни Осиновка чуть выше посёлка Ужовка.

## Этимология
По мнению видного мордовского лингвиста Д.В. Цыганкина, наряду с иными широко распространёнными мордовскими наименованиями, гидроним ужовка происходит от мокшанского слова ужа, которое в эрзянском языке эквивалентно слову ужо, а в русском - угол, клин (леса, поляны). Подобные наименования распространены по всему мордовскому ареалу.

## Данные водного реестра
По данным государственного водного реестра России относится к Верхневолжскому бассейновому округу, водохозяйственный участок реки — Алатырь от истока и до устья, речной подбассейн реки — Сура. Речной бассейн реки — (Верхняя) Волга до Куйбышевского водохранилища (без бассейна Оки).
По данным геоинформационной системы водохозяйственного районирования территории РФ, подготовленной Федеральным агентством водных ресурсов:
- Код водного объекта в государственном водном реестре — 08010500212110000038017
- Код по гидрологической изученности (ГИ) — 110003801
- Код бассейна — 08.01.05.002
- Номер тома по ГИ — 10
- Выпуск по ГИ — 0